# Modulo tangente
Il modulo tangente è dato dal valore della pendenza della curva sforzo-deformazione (σ-ε) corrispondente ad un certo valore di sforzo o deformazione.
In campo elastico la curva sforzo-deformazione è rettilinea e il modulo tangente è uguale al modulo di Young. In campo plastico il modulo tangente può essere ricavato sperimentalmente o per via teorica (a partire dal modulo di Young attraverso la relazione di Ramberg–Osgood).

## Modulo tangente e instabilità a carico di punta

Confronto del valore del carico critico (F) al variare della deformazione trasversale (W) secondo diversi modelli teorici.

Nel XVIII secolo Eulero modellizzò il problema dell'instabilità a carico di punta in campo elastico, valido per aste sottili e lunghe. Secondo tale modello il carico critico Fcr (oltre il quale si prevede la rottura dell'asta) è pari a:
{\displaystyle F_{cr}={\frac {EI\pi ^{2}}{L^{2}}}}
essendo:
- E il modulo di Young
- I il momento di inerzia
- L la lunghezza dell'asta.

La teoria di Eulero non era applicabile al campo plastico, per cui Von Kàrmàn tentò di ampliarla introducendo il "modulo ridotto", pari alla media del modulo tangente e del modulo di Young. I risultati teorici di Von Kàrmàn non erano comunque in accordo con i risultati sperimentali.
Nel 1947 Francis Reynolds Shanley espande la validità del modello anche in campo plastico, sottolineando che il valore del modulo da utilizzare è intermedio tra il "modulo tangente" (Et) e il modulo ridotto Er.
Nella pratica comunque si preferisce utilizzare il modulo tangente, in quanto in questa maniera si hanno delle stime più pessimistiche, per cui si progetta in sicurezza.

### Spiegazione del modello di Shanley
Nel 1947 Shanley spiega che la discrepanza nella  teoria di Von Kàrmàn è attribuita al fatto di assumere che nell'asta (rettilinea fino al raggiungimento del carico critico) le inflessioni avvengano a carico costante, estendendo così all'ambito inelastico il criterio statico nella forma usata per problemi Euleriani.
Invece, se si considerano configurazioni inflesse che dipartono da quella rettilinea da un certo valore di carico, ma in equilibrio sotto un carico incrementato, gli allungamenti prodotti dall'inflessione in alcune fibre possono venire compensati dall'accorciamento dovuto all'incremento di carico, in modo tale che tutte le fibre rispondono col modulo tangente Et.
Secondo Shanley, l'inflessione non avviene con valore di carico costante, ma crescente, pertanto il percorso da seguire nella curva σ-ε, rispetto l'origine, è verso destra sia per le fibre superiori che per quelle inferiori della sezione, quindi il valore di modulo da usare è quello tangente.